# Шатноа ан Брес
Шатноа ан Брес (фр. Châtenoy-en-Bresse) насеље је и општина у источном делу централне Француске у региону Бургоња, у департману Саона и Лоара која припада префектури Шалон сир Саон.
По подацима из 2011. године у општини је живело 991 становника, а густина насељености је износила 148,13 становника/km². Општина се простире на површини од 6,69 km². Налази се на средњој надморској висини од 175 метара (максималној 212 m, а минималној 172 m).

## Демографија
| 1962. | 1968. | 1975. | 1982. | 1990. | 1999. | 2011. |
| ----- | ----- | ----- | ----- | ----- | ----- | ----- |
| 376   | 437   | 557   | 605   | 686   | 821   | 991   |

График промене броја становника у току последњих година